# 奥村初音
初音（1990年10月11日—），日本大阪府出身、隸屬於研音、avex trax的女創作歌手。血型是B型。本名和舊活動名是奥村初音。

## 概要
- 在小學5年級起，參加了很多音樂比賽，並在那個時候，開始自己作曲作詞。
- 出道前在大阪市音樂學校LITTLECAT就讀，2005年3月25日由GIZA studio在hills パン工場舉辦CAT NIGHT（LITTLECAT的畢業生、就讀生與CAT MUSIC COLLEGE的専門學生、高等部學生一起初次共同演出的活動）與碧井椿演出。
- 就讀學校時進行業餘的音樂制作，於2006年的艾迴唱片表演節目『SHOWCASE LIVE』演出，取得良好的評價，因而開始在樂壇出道。
- 2007年avex trax發行的單曲出道。與谷村美月及西島隆弘（AAA）等人出演同名的短篇電影，被日本放送選為2007年9月每月優秀新人。
- 由於在大阪府的高校就讀，因此宣傳活動都以大阪為中心。
- 2009年3月，大阪府立大手前高等學校畢業。上京，發表以「初音」之名活動。

## 唱片

### 單曲
| 發行日         | 名稱 | 相關項目  | 其他                                                                                       |
| 2007年9月5日   |      | CD+DVD CD | 「」 「」                                                                                  |
| 2008年2月13日  |      | CD+DVD CD | 「」：主題曲 「」                                                                          |
| 2008年7月23日  |      | CD+DVD CD | 「」：日本電視台劇集『正義的夥伴』主題曲 「」：富士電視台連續劇『』片尾曲                  |
| 2009年7月1日   |      | CD+DVD CD | 「」：富士電視台連續劇『』片尾曲 「 (solo version)」 「」 「」：富士電視台連續劇『』片尾曲 |
| 2009年9月2日   |      | CD+DVD CD | 「」：『』主題曲 「 (solo version)」 「」                                                  |
| 2010年2月10日  |      | CD+DVD CD | 「」：NHK劇集『』主題曲 「」                                                               |
| 2010年11月24日 |      | CD+DVD CD | 「」：朝日電視台劇集『』主題曲 「」                                                        |
| 2011年11月9日  |      | CD+DVD CD | 「」：朝日電視台劇集『』主題曲 「」 「」                                                   |
| 2013年10月13日 |      | CD        | 「」 「」                                                                                  |
| 2014年5月29日  |      | CD        | 「」 「」                                                                                  |

### 迷你專輯
| 發行日        | 名稱 | 相關項目 | 其他                                                                                      |
| 2015年12月1日 |      | CD       | 1. 2. 3. 4. 5. 6. 7. "KOI-NOTE" music box 8. "KOI-NOTE" music box 9. "KOI-NOTE" music box |

### 專輯
| 發行日         | 名稱 | 相關項目  | 其他 |
| 2008年9月3日   |      | CD+DVD CD | 1. （朝日電視台連續劇「」主題曲） 2. 3. （富士電視台連續劇『グータンヌーボ』片尾曲） 4. 5. （ケータイドラマ「100シーンの恋」主題歌） 6. 7. 8. （日本電視台劇集『正義的夥伴』主題曲） 9. （日本電影「」主題曲） 10. 11. （主題曲） 12. ■ 只收錄於 CD+DVD版本 的內容: 「 (Short ver.)」 「 (Lip ver.)」 「 (Lip ver.)」 「」各MUSIC CLIP（出演：八嶋智人、佐藤江梨子） 「」 |
| 2011年12月14日 |      | CD+DVD CD | 1. 2. （） 3. （朝日電視台木曜ミステリー「科捜研の女」主題曲） 4. （） 5. （朝日電視台主題曲） 6. 7. （NHK土曜時代劇「咲くやこの花」主題曲） 8. （朝日電視台「」主題曲） 9. （朝日電視台「」片尾曲） 10. (solo version) （富士電視台連續劇『グータンヌーボ』片尾曲） 11. (solo version) （BeeTV「」主題曲） 12. （） 13. （『Cawaii!』） ■ 只收錄於 CD+DVD版本 的內容: 1. (MUSIC VIDEO) 2. (MUSIC VIDEO) 3. (MUSIC VIDEO) 4. feat. KEN THE 390 (MUSIC VIDEO) 5. feat. KEN THE 390 (MUSIC VIDEO) 6. (Live Version) 7. (Live Version) 8. (PROMOTION VIDEO) 9. (PROMOTION VIDEO) |
| 2015年4月21日  |      | CD        | 1. A DAY 2. 3. 4. 5. 6. 7. 8. 9. ("Kaze-kimi" music box) 10. ("Kaze-kimi" music box) 11. ("Kaze-kimi" music box) |
| 2018年10月29日 |      | CD        | 1. 2. 3. 4. 5. 6. 7. 8. refrain-nowadays- 9. PARTY NIGHT 10. 11. |

## 外部連結
- 初音 オフィシャルサイト （页面存档备份，存于）
- 奥村初音的X（前Twitter）
- 初音 hatsune的Instagram帳戶
- 初音のゆーりら - ツイキャス （页面存档备份，存于）
- JAYA GARDEN｜HatsuneOnlineShop （页面存档备份，存于）
- リブライト・ラスタンド｜オフィシャルサイト （页面存档备份，存于）